# Абезьке сільське поселення
Абе́зьке сільське поселення (рос. Абезское сельское поселение) — муніципальне утворення у складі Інтинського міського округу Республіки Комі, Росія. Адміністративний центр — селище Абезь.

## Населення
Населення — 724 особи (2010; 1150 у 2002, 784 у 1989).

## Склад
До складу поселення входять такі населені пункти:
| Населений пункт  | Населення, осіб (1989) | Населення, осіб (2002) | Населення, осіб (2010) |
| ---------------- | ---------------------- | ---------------------- | ---------------------- |
| Абезь, селище    | -                      | 714                    | 478                    |
| Абезь, присілок  | 227                    | 168                    | 117                    |
| Єпа, присілок    | 155                    | 118                    | 32                     |
| Тошпі, присілок  | 2                      | 3                      | 3                      |
| Уса, селище      | 220                    | 35                     | 6                      |
| Фіон, селище     | 44                     | 2                      | 1                      |
| Ярпіяг, присілок | 136                    | 110                    | 87                     |